# Smartwings Slovakia
Smartwings Slovakia – słowacka linia lotnicza wykonująca połączenia czarterowe z siedzibą w Bratysławie. Do grudnia 2018 działająca pod nazwą Travel Service Slovakia. Powstała w 2010 jako siostrzana linia czeskiego przewoźnika Smartwings.

## Flota
Według stanu na listopad 2024 flota składała się z jednego samolotu:
| Samolot        | Samolot | Samolot   | Uwagi |
| Model          | Aktywne | Zamówione | Uwagi |
| -------------- | ------- | --------- | ----- |
| Boeing 737-800 | 1       | -         |       |
| Łącznie        | 1       | 0         |       |